# 盧經
盧經（16世紀—17世紀），字得一，福建泉州府同安縣人，明朝、南明政治人物。

## 生平
盧經是萬曆四十年（1612年）福建鄉試舉人，到天啟五年（1625年）成進士，授行人司行人，在貴州主考鄉試取錄多位知名文人，陞任御史巡按河南。當地的宗室萊陽王朱在錋以受獻為名目，拘押一名儒生到府中刑讯；盧經一到任就公正裁決此案件，使朱在錋害怕，派長史求情但遭拒絕，不久他就因此事被譴責入獄。禮部侍郎陳子壯、刑科給事中李如璨都為他特疏申救，於是他遭戍邊，很快獲放歸。隆武年間，他獲起用為考功員外郎，七十九歲時去世。

## 引用
1. 1 2  錢海岳《南明史·卷四十三·列傳第十九》：（隆武）時吏部司官：……盧經，字得一，同安人。天啟五年進士。授行人，典貴州鄉試，巡按河南。以萊陽王拏諸生楚掠，明斷其曲，竟上聞。下獄陳子壯、李汝璨救戍歸。起考功員外郎。卒年七十九。
2. ↑  乾隆《泉州府志·卷五十·循績》：盧經，字得一，同安人，萬歷壬子舉人，天啟乙丑進士。初授行人典黔試，所得皆知名士，陞御史巡按河南，有宗室萊陽王者，以受獻拏一諸生到府楚掠，經甫下車即明斷其曲；王懼，遣長史求勿疏弗許，竟以此獲譴下詔獄。少宗伯陳子壯、科臣李汝璨皆特疏申救，始得論戍，放歸卒，年七十九。 《同安縣志》